# Нимсхушајд
Нимсхушајд (њем. Nimshuscheid) општина је у њемачкој савезној држави Рајна-Палатинат. Једно је од 235 општинских средишта округа Ајфелкрајс Битбург-Прим. Према процјени из 2010. у општини је живјело 301 становника. Посједује регионалну шифру (AGS) 7232279.

## Географски и демографски подаци
Нимсхушајд се налази у савезној држави Рајна-Палатинат у округу Ајфелкрајс Битбург-Прим. Општина се налази на надморској висини од 430 метара. Површина општине износи 5,1 km². У самом мјесту је, према процјени из 2010. године, живјело 301 становника. Просјечна густина становништва износи 59 становника/km².